# Melissa Ortiz
Melissa Ortiz (West Palm Beach, Florida, 24 de enero de 1990) es una periodista deportiva y exjugadora de fútbol colombiana nacida en los Estados Unidos. Disputó varios torneos internacionales con la selección femenina de fútbol de Colombia.

## Trayectoria
Ortiz nació en los Estados Unidos como fruto de un matrimonio de inmigrantes colombianos.
Desde muy pequeña practicó fútbol junto a sus hermanos.
En 2008 recibió una beca deportiva para estudiar en la Universidad Lynn de Boca Ratón, Florida, y formar parte de los Fighting Knights, el equipo que compite en los torneos de la Sunshine State Conference de la División II de la NCAA. Su paso por el fútbol universitario estadounidense fue muy destacado.
Posteriormente jugó de modo profesional en 2013 para el KR Reykjavik de la segunda división de Islandia y para el Cúcuta Deportivo Gol Star de la Liga Profesional Femenina de Fútbol de Colombia en 2017. 
Aunque en diciembre de 2013 se anunció su contratación por parte de las Boston Breakers de la NWSL, lo cierto es que sólo disputó algunos partidos de la pretemporada con el equipo y fue desvinculada del plantel en abril de 2014, una semana antes de que comenzara oficialmente el campeonato. 

## Selección nacional
Disputó la Copa Mundial Femenina de Fútbol Sub-20 de 2010 con la selección sub-20.
Asimismo integró la Selección Colombia que participó de los Juegos Olímpicos de Londres 2012 y Rio de Janeiro 2016, que jugó la Copa América Femenina 2014 y que ganó la medalla de plata en los Juegos Centroamericanos y del Caribe de 2014.

### Denuncias de corrupción
Luego de hacerse públicas las denuncias de La Liga Contra El Silencio y la Fundación para la Libertad de Prensa sobre la corrupción dentro de la selección colombiana femenina, Ortiz, junto a su compañera del equipo nacional Isabella Echeverri, publicó un vídeo en redes sociales en el que aseguraba que tales afirmaciones eran ciertas, proporcionando ejemplos tales como convocatorias paralelas del anterior técnico Felipe Taborda, la inexistencia de viáticos para viajar a las concentraciones o partidos, y el veto a Daniela Montoya, luego de que ésta denunciase la falta de pago de los premios prometidos por el desempeño de la selección en la Copa Mundial Femenina de Fútbol de 2015.